# سایرام عیسایوا
سایرام عیسایوا (زاده ۲۴ نوامبر ۱۹۴۲ -دوشنبه) بازیگر اهل کشور اتحاد جماهیر شوروی و تاجیکستان است. از فیلم‌هایی که وی در آنها بازی کرده‌است می‌توان به فیلم رستم و سهراب اشاره نمود.